# NGC 5281
NGC 5281 là tên của một cụm sao mở nằm trong chòm sao Nhân Mã. Nó được nhà thiên văn học người Pháp Nicolas Louis de Lacaille trong khoảng thời gian 1751 đến năm 1752 tại Nam Phi và biên mục nó với tên Lâcille I.7. NGC 5281 nằm ở phía 3,25 độ của hướng tây nam tính từ ngôi sao Beta Centauri. Nếu bầu trời tối đen, ta có thể bắt gặp nó bằng mắt thường do cấp sao biểu kiến của nó là 6.

## Đặc điểm
Có 4 ngôi sao nổi bật nhất trong cụm sao này và chúng tạo thành một đường khá nổi bật khi quan sát từ trái đất. Bên cạnh đó, cụm sao này có mật độ thưa thớt. Ngôi sao sáng nhất trong cả bốn ngôi sao này có cấp sao là 6,61, 2 ngôi sao tiếp theo thì vừa tiến hóa ra khỏi dãy chính. Khối lượng rẽ của cụm sao này thì khoảng xấp xỉ 5,6 khối lượng mặt trời. Dựa trên biểu đồ về màu sắc, cụm sao này khoảng xấp xỉ 45 triệu năm tuổi, bán kính thủy triều của cụm sao này là từ 5,5 đến 8,4 parsec (18 đến 27 năm ánh sáng) và nó cũng đại diện cho giới hạn bên ngoài trung bình của cụm sao này. Ngoài ra, một ngôi sao thì dường như không có khả năng duy trì liên kếtha611p dẫn với lõi của cụm sao này. Bán kính của khu vực lõi là 4m3 năm ánh sáng, gần giống với khoảng cách từ mặt trời của chúng ta đến hệ sao gần nhất là Alpha Centauri. Trong bán kính góc của cụm sao này có đến 371 ngôi sao có thể là nằm trong cụm sao này.

## Dữ liệu hiện tại
Theo như quan sát, đây là cụm sao nằm trong chòm sao Nhân Mã và dưới đây là một số dữ liệu khác:
Xích kinh 13h 46m 35s
Độ nghiêng −62° 55′ 00″
Cấp sao biểu kiến 5.9 
Kích thước biểu kiến 7'